# Elvasia quinqueloba
Elvasia quinqueloba är en tvåhjärtbladig växtart som beskrevs av Richard Spruce och Adolf Engler. Elvasia quinqueloba ingår i släktet Elvasia och familjen Ochnaceae. Inga underarter finns listade i Catalogue of Life.